# Hugo Brems
Hugo Brems (Heverlee, 20 februari 1944) is een Belgisch germanist, literatuurhistoricus en -criticus en emeritus hoogleraar aan de Katholieke Universiteit Leuven.

## Biografie
Hugo Brems studeerde Germaanse talen aan de Katholieke Universiteit Leuven (1966). Na zijn studies gaf hij een jaar les in Borgerhout. Albert Westerlinck was promotor van zijn proefschrift over lichamelijkheid in de experimentele poëzie tussen 1950 en 1960. In 1967 werd hij assistent aan de KU Leuven. Hij promoveerde in 1973 tot doctor in de Germaanse filologie. Hij werd gewoon hoogleraar moderne Nederlandse letterkunde aan de KU Leuven. Van 1981 tot 2005 was hij ook docent aan de Katholieke Universiteit Brussel. Zijn onderzoek betrof voornamelijk Nederlandse literatuur na de Tweede Wereldoorlog: de poëzie, de relatie tussen literatuur en kunst en de literatuurgeschiedenis.
Hij was redactielid van de tijdschriften Spiegel der Letteren en Dietsche Warande & Belfort en van het Kritisch Lexicon van de moderne Nederlandstalige literatuur. Hij schreef recensies van onder meer hedendaagse poëzie, stelde bloemlezingen samen, was jurylid van talrijke literaire prijzen en was voorzitter van de Internationale Vereniging voor Neerlandistiek (IVN) en van de commissie Poëzie en Essay van het Vlaams Fonds voor de Letteren. In 2000 was hij voorzitter van het meerdaags congres Colloquium Neerlandicum, dat door de IVN georganiseerd wordt. Hij is de auteur van het negende en laatste deel van Geschiedenis van de Nederlandse literatuur, getiteld Altijd weer vogels die nesten beginnen (2006), dat de periode 1945-2005 beschrijft. 
Van 2005 tot 2019 was hij lid van de Koninklijke Academie voor Nederlandse Taal en Letteren. Hiervan was hij ondervoorzitter in 2010, voorzitter in 2011 en lid van de bestuurscommissie in 2012.
Brems is vader van drie kinderen, waaronder hoogleraar en politica Eva Brems.

### Onderscheidingen
- 1987 - Dirk Martensprijs van de stad Aalst
- 1992 - Interprovinciale Prijs voor Essay
- 1994 - Vlaamse Cultuurprijs voor Kritiek en Essay van de Vlaamse Gemeenschap
- 1997 - Dr. Wijnaendts Francken-prijs van de Maatschappij der Nederlandse Letterkunde